# Pays de Bretagne
 (avril 2025).
Si vous disposez d'ouvrages ou d'articles de référence ou si vous connaissez des sites web de qualité traitant du thème abordé ici, merci de compléter l'article en donnant les références utiles à sa vérifiabilité et en les liant à la section « Notes et références ».
Pour les articles homonymes, voir Pays (homonymie).
L'expression pays de Bretagne désigne les subdivisions historiques de la Bretagne.
C'est une structure complexe, les territoires la composant ayant évolué au cours de l'histoire. Il existe des divisions administratives liées à des évolutions religieuses et politiques, ainsi que des divisions culturelles liées à des spécificités locales. On distingue communément deux niveaux de pays : les pays historiques et les pays traditionnels.
Cette notion ne doit pas être confondue avec les pays créés en 1995 par la Loi d'orientation pour l'aménagement et le développement du territoire (LOADT), dite Loi Pasqua et renforcés en 1999 par la LOADDT, dite Loi Voynet.

## Histoire

### Origine
Le territoire qualifié de Domnonée dans l'hagiographie bretonne, correspondant à la côte nord de la Bretagne, était divisé en plusieurs pagus. Le pagus Achmensis ou pays d'Ach correspondait à une subdivision de ce qui deviendra par la suite l'évêché du Léon. La plupart des noms latins sont devenus des noms en breton. Par exemple, le pagus Castri ou Paou-Kaer, devenu en breton le Poher qui se situe autour de Carhaix ou bien le pagus Gouelou devenu en breton le Goëlo, situé entre le Trieux et le Gouët. La Kemenet-Ili entre la Flèche et l'Aber-Wrac'h, le pagus Dourdur (entre l'Aber-Wrac'h et le Queffleut). Le pagus Castelli ou Poucastel (entre Queffleut et Douron), le pagus Civitatis (entre le Douron et le Léguer, avec pour capitale Le Yaudet), le pagus Trecher (entre le Léguer et le Leff), le pagus Penteur (entre la Baie de Saint-Brieuc et l'Arguenon), le pagus Doudour ou pagus Paoudour (Poudouvre, entre l'Arguenon et la Rance), le pagus Aleti (Aleth, à l'est de la Rance), le pagus Racter (allant peut-être jusqu'à la Sélune), le pagus trans sylvam (« d'Outre-Forêt » ou Porhoët, autour de Mûr-de-Bretagne), le pagus Orcheus autour de Bécherel[style à revoir].
En Cornouaille, par exemple, le pagus Karnoued qui se trouve autour de Quimperlé, et dont le nom se retrouve dans celui de la forêt de Carnoët et celui de la paroisse de Clohars-Carnoët. Le pagus en Fou (autour de Daoulas, Le Faou, Châteauneuf-du-Faou, le pagus Porzoed (Porzay), le pagus autour de Brithiac (Briec, devenu plus tard le pays Glazik du nom de la couleur du costume porté majoritairement par ses habitants), le pagus Kap-Sizun (Cap Sizun), le pagus Cap-Caval (entre le Goyen et l'Odet, connu récemment sous le nom de "Pays Bigouden"), le pagus de Konk (de l'Odet à la Baie de La Forêt, autour de Konk Kerné (Concarneau), le bro Aven (autour de Pont-Aven)[style à revoir].
Dans le pays Vannetais, le pagus Venetensis, dit aussi Warochia, situé autour de Vannes a donné son nom au Broërec qui serait une évolution de Bro Waroch. Le pagus Reuuisii (Presqu'île de Rhuys), le pagus de Belz, le pagus du Kemenet-Héboé[style à revoir].
En Haute Bretagne, les pagi étaient plus étendus : le pagus Redonicus (autour de Rennes ; sa partie sud correspondant par la suite à l'archidiaconé du Désert), le pagus du Coglais (autour de Coglès), le pagus Vendilis (dont le nom se retrouve dans celui de Châtillon-en-Vendelais), le pagus de Media (devenu par la suite l'archidiaconé de La Mée, autour de Châteaubriant, La Roche-Bernard et Guérande, le pagus Namneticus (autour de Nantes, et au sud de la Loire le pagus Ratiatensis (Pays de Retz).

### Division ecclésiastique
Ces pays ou évêchés étaient initialement subdivisés en un certain nombre de pagi (pluriel de pagus). D'après les écrits de César et de Strabon, les cités de la Gaule se subdivisaient en pagi, divisions celtiques voisines de celles qu'on trouvait en Irlande et dans la province romaine de Brittania. Dans le cadre de l'Empire romain, les pagi servirent de circonscriptions fiscales.
Les pays historiques ou provinces sont qualifiées de bro en breton (au pluriel broioù) et sont souvent assimilés aux évêchés de Bretagne qui ont précédé la mise en place des diocèses après la Révolution française, bien que certains auteurs fassent de légères distinctions. Le 29 novembre 1801, sous le consulat dirigé par Napoléon, le nombre de ces évêchés est réduit à cinq et leurs limites sont réorganisées afin de les faire correspondre avec les frontières départementales.
Ces provinces constitutives de la Bretagne, circonscriptions civiles servant de recettes fiscales et circonscriptions militaires, jouaient également un rôle religieux.[réf. souhaitée]
Il existe neuf évêchés qui portent le nom de pays. Il est généralement distingué la Basse Bretagne, composée des pays de Cornouaille, Léon, Trégor, Vannetais et la Haute Bretagne, composée du Pays de Dol, Pays de Saint-Brieuc, Pays de Saint-Malo, Pays nantais, Pays rennais. Bien que la frontière entre Haute et Basse Bretagne ne soit pas tout à fait correspondante aux frontières des évêchés car il s'agit d'une division non administrative mais linguistique, c'est la frontière de l'aire géographique bretonnante.

### Ancien Régime
Avant la révolution française de 1789, la Bretagne, tout comme dans le reste du royaume de France, était à la fois une province, une généralité, une intendance, une partie de la province ecclésiastique de Tours. Ces entités possédaient plusieurs découpages administratifs : les présidiaux, les sénéchaussées (découpage judiciaire, de 40 à 26 selon les époques). Il existait également un découpage ecclésiastique en évêchés qualifiés ensuite de diocèses, dont le nombre a évolué, passant de neuf à cinq. Comme partout en France, toutes ces subdivisions ont disparu du découpage administratif lors de la mise en place des départements [réf. nécessaire]. Cependant, ces anciennes divisions administratives ont conservé des traces dans les toponymes.

### XIXesiècle
La notion de pays semble relativement étrangère aux populations d'avant le XIXe siècle, ces dernières se référant principalement à la paroisse ou au diocèse lorsqu'elles veulent définir leur origine géographique.
Les pays traditionnels, qualifiés en breton de paou (peier au pluriel), parfois aussi qualifiés de broig (qui devient au pluriel broioùigoù), sont des subdivisions des pays historiques, qui n'ont pas toujours de limites fixes. Les pays peuvent avoir eu au cours de l'histoire des vocations très diverses : certains d'entre eux ont eu un rôle administratif tandis que d'autres sont essentiellement des territoires identitaires.

### XXesiècle
L'expression est utilisée en 1903 par Gustave Allais dans le compte-rendu d'un livre.

## Liste des pays historiques
La Bretagne est traditionnellement découpée en neuf pays historiques, qui sont les suivants :
En Basse-Bretagne :
- Cornouaille, regroupant plusieurs pays traditionnels, dont :
  - Pays Rouzig
  - Pays Bigouden
  - Dardoup
  - Pays Fañch
  - Fisel
  - Pays de l'Aven (Pays fouesnantais, Pays Melenig)
  - Giz Gouezeg
  - Pays Glazik
  - Penn Sardin
  - Poher
- Pays de Léon, regroupant plusieurs pays traditionnels dont :
  - Bas-Léon
  - Haut-Léon
  - Pays Chelgen
  - Pays pagan
- Trégor, dont le Trégor finistérien.
- Vannetais, regroupant plusieurs pays traditionnels dont :
  - Kost ar c'hoad
  - Pays Pourlet

En Haute-Bretagne :
- Pays de Saint-Brieuc, regroupant plusieurs pays traditionnels dont :
  - Goëlo
  - Penthièvre
- Pays de Saint-Malo, regroupant plusieurs pays traditionnels dont :
  - Clos Poulet
  - Poudouvre
  - Porhoët
  - Pays pourpré
- Pays de Dol
- Pays rennais, regroupant plusieurs pays traditionnels dont :
  - Coglais
  - Guerchais
  - Vendelais
- Pays nantais, regroupant plusieurs pays traditionnels dont :
  - Mitau
  - Pays d'Ancenis
  - Pays de Guérande
  - Pays de la Mée
  - Pays de Retz
  - Pays du Vignoble nantais (parfois Vignoble breton)
- Pays de Guérande

### Autres
Il existe encore d’autres subdivisions territoriales qui portent ou ont porté l’appellation de « pays ». Par exemple, en plus d’être un pays « Loi Voynet », le pays de Morlaix possède le label Pays d'Art et d'Histoire.